# Туз Ілля Олександрович
Ілля́ Олекса́ндрович Туз (нар. 9 липня 1996 — 4 квітня 2022) — солдат Збройних сил України, учасник російсько-української війни.

## Життєвий шлях
У 2012 році вступив до Центра професійно-технічної освіти м. Житомира, на професію тракторист.
2015 року, після закінчення навчання, пішов на строкову службу.  
Під час проходження служби в 95-й окремій десантно-штурмовій бригади неодноразово їздив на міжнародні навчання, отримував сертифікати. 
Весною 2021 року відправився в зону ООС/АТО, в район смт Нью-Йорка (Донецька область). 
Ілля Туз загинув під м. Ізюм, що на Харківщині 04 квітня 2022 року. У військового залишилися батьки, сестра та наречена.

"Пряме попадання з танка, – каже побратим Олександр Перестюк. – Це був мій друг, побратим. Він був мужньою людиною. Це була людина з великої літери. Він усім допомагав, був дуже дружелюбним. Його смерть завдала нам великого болю".
09 квітня 2022 року похований в Житомирі, на Смолянському військовому цвинтарі.

## Нагороди
Указом Президента України № 24/2023 від 17 січня 2023 року, нагороджений орденом «За мужність» ІІІ ступеня посмертно